# Federação Pagã
A Federação Pagã (Pagan Federation) é um grupo de defesa religiosa com sede no Reino Unido. Formado em 1971 como Frente Pagã (Pagan Front), o grupo faz campanha pelos direitos religiosos dos neopagãos com o objetivo de educar os órgãos cívicos e o público em geral.
A Federação Pagã é uma organização voluntária constituída, registada como Empresa Privada limitada por garantia, com isenção de utilização de 'limitada' na Companies House em 22 de agosto de 2000, sendo a sua natureza listada como Organização Religiosa.
Embora a parte inferior do site ainda forneça essas informações, a instituição anunciou em abril de 2024 que havia recebido o status de instituição de caridade.

## Publicação
A Federação Pagã publica a revista trimestral Pagan Dawn, apresentando artigos, resenhas e pesquisas sobre o paganismo moderno e histórico.

## Crenças
A Federação Pagã acredita que o Paganismo é a religião ancestral de toda a humanidade. Segundo a organização, para uma pessoa ser pagã, basta acreditar no seguinte:
- Cada pessoa tem o direito de seguir o seu próprio caminho, desde que isso não prejudique ninguém.
- Existe um poder (ou poderes) superior.
- A natureza deve ser venerada.